# Louis Spaak
Pour les articles homonymes, voir Famille Spaak.
Louis Spaak, de son nom complet Jacques Louis Charles Spaak, né à Bruxelles le 17 janvier 1804 et mort dans sa ville natale le 20 août 1893, était un architecte bruxellois.

## Biographie
Formé à l'Académie des beaux-arts de Bruxelles et à l'Académie des beaux-arts de Paris, il devient après l'indépendance de la Belgique l'architecte de la province de Brabant.
À la suite du concours ouvert en 1842 par ville de Bruxelles, il développe le Grand dépôt de la ville. Ce bâtiment, victime de la bruxellisation, est considéré comme son œuvre majeure.
Il est aussi un des derniers architectes à intégrer le groupement traditionnel des institutions communales (maison communale, école et logement de l'instituteur) dans un même lieu ainsi que le premier complexe communal de Laeken en reste le témoin.

### Réalisations et projets

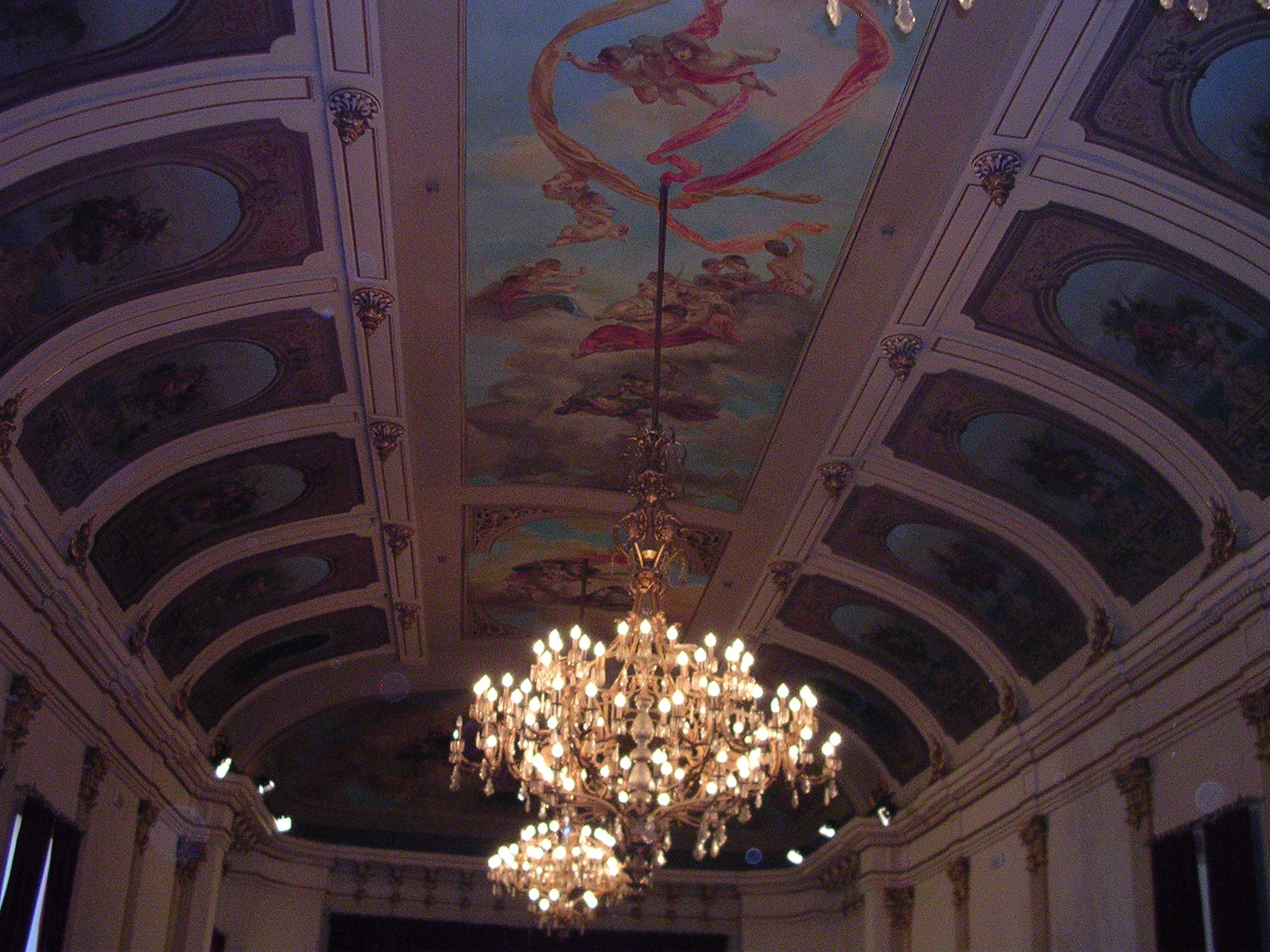
Plafond de la salle de bal de la Société royale d'Harmonie à Verviers

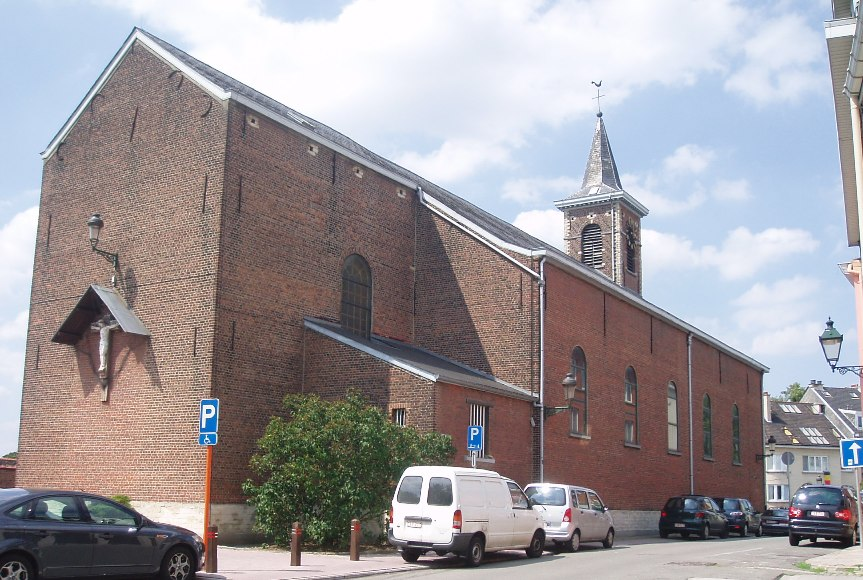
Église Sainte-Anne à Auderghem

- 1826 : haras national du royaume uni des Pays-Bas à Walferdange
- 1833-1835 : Société royale d'Harmonie à Verviers[2]
- 1843 : église Sainte-Anne à Auderghem[3]
- 1844-1847 : Grand dépôt du quai du Commerce à Bruxelles, démoli durant la bruxellisation[4],[5]. Cet entrepôt fut inauguré en 1844 par Léopold Ier et une médaille de Laurent Hart rappelle cet événement.
- 1846-1847 : projet de marché couvert pour les bas-fonds de la rue Royale
- 1847 : projet pour un nouveau palais de Justice à Bruxelles. Initialement prévu pour être bâti sur le site des anciennes casernes des Annonciades (rue de Louvain), le projet est abandonné au profit de la réalisation actuelle construite par Joseph Poelaert
- 1849 : projet de voûtement partiel de la Senne
- 1853 : église Saint-Martin à Ganshoren, démolie en 1974[6]
- 1842-1864 : troisième maison communale de Laeken (rue des Palais Outre-Ponts), classée au patrimoine protégé par la Région de Bruxelles-Capitale le 22 septembre 1994[1],[7]
- 1862 : première maison communale d'Etterbeek (avenue d'Auderghem), démolie en 1955 et remplacée par l'actuelle maison communale[8]
- 1863 : première maison communale d'Auderghem (chaussée de Wavre), aujourd'hui démolie[9]
- 1865 : hospice Van Aa chaussée de Boondael à Ixelles, actuellement Résidence Van Aa
- 1866 : rénovation de l'église Saint-Vincent à Evere[10]
- 1877-1879 : les projets de transformation du quartier Ter Arken et Montagne de la Cour à Bruxelles

### Ses écrits théoriques
- Joseph Moeremans, Jacques Louis Charles Spaak et Édouard Ducpétiaux, Rapport de la commission nommée par le Conseil central de salubrité publique : Pour vérifier l'état des habitations de la classe ouvrière de Bruxelles et pour proposer le moyens de l'améliorer, Bruxelles, Imprimerie de Delevingne et Callewaert, 1841, 20 p. (OCLC 52301683)  — lu dans la séance du 6 février 1838
- Louis Spaak, Bruxelles : De la question d'assainissement de la Senne réduite à sa plus simple expression et note complémentaire, Bruxelles, Imprimerie Vanderauwera, 1865

### Famille
Il est le fils de Charles Ferdinand Spaak (1772-1834), musicien, premier violon de l'orchestre de la troupe de Marie-Christine, gouvernante des Pays-Bas autrichiens, et de Catherine Antoinette Van Stichel née le 21 décembre 1776 à Bruxelles. Il est aussi le petit-fils de l'artiste peintre Jacques Spaak et l'arrière-grand-père de l'homme politique Paul-Henri Spaak.
Il épouse à Bruxelles le 10 janvier 1834, Philippine Antoinette Hommel, née le 26 février 1808 à Bruxelles et y décédée le 15 mars 1861. Ils eurent comme enfant Charles Spaak, docteur en médecine, chirurgie et accouchement, conseiller libéral d'Ixelles, né le 27 octobre 1834 à Saint Josse-ten-Noode et décédé le 9 janvier 1911 à Saint Gilles.
Un autre architecte du même nom est Louis Joseph Spaak. Il épousa Elisa Philippe.

## Mémoire
- La Louis Spaakstraat (« rue Louis Spaak ») à Lennik-Saint-Quentin.